# Patricio Patiño
Patricio Patiño fue un pintor español del siglo XIX.

## Biografía

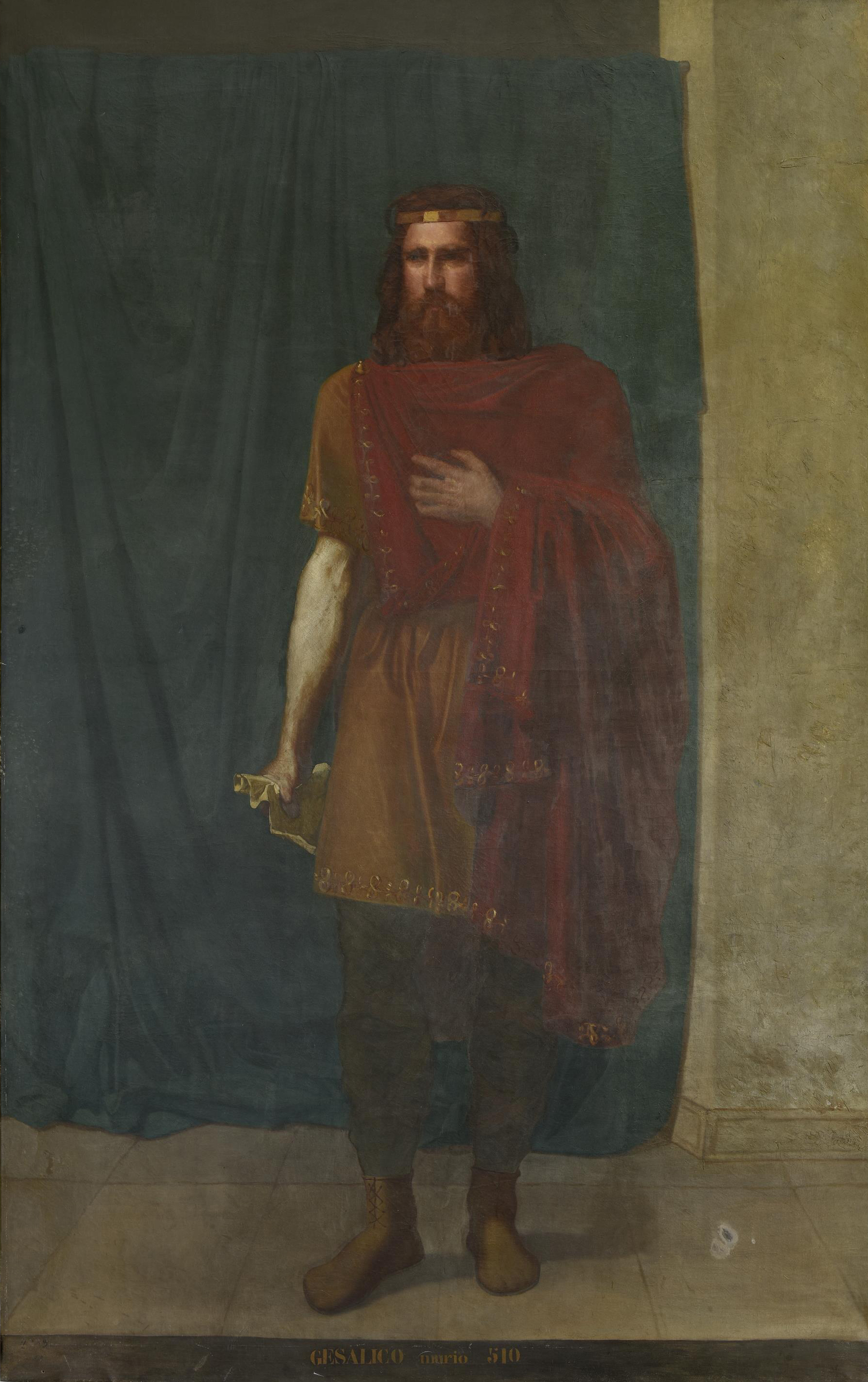
Gesaleico (Museo del Prado)

Pintor natural de la localidad toledana de El Toboso, fue discípulo en Madrid de la Escuela Superior de Pintura y en París de Picot. En las Exposiciones Nacionales celebradas en Madrid en 1856, 1858, 1862 y 1864, Patiño presentó los siguientes trabajos: dos cabezas de estudio, Las huérfanas, La abuela y la nieta, Santa Clara, Jesucristo difunto adorado por dos ángeles, Un mártir, Un estudio del natural, La planchadora, El juego de la taba, La huérfana, La oración, Una aguadora y siete retratos. En la primera y en la última de dichas Exposiciones fue premiado con mención honorífica. Fue también autor de un retrato de Gesaleico, existente en la serie cronológica de los Reyes de España.